# وينديل جارنر
وينديل جارنر (بالإنجليزية: Wendell Garner)‏ هو عالم نفس أمريكي، ولد في 21 يناير 1921 في بوفالو في الولايات المتحدة، وتوفي في 14 أغسطس 2008 في Redding, Connecticut ‏ في الولايات المتحدة.